# José Oquendo
Jose Manuel Contreras Oquendo (né le 4 juillet 1963 à Río Piedras, Porto Rico) est un joueur de baseball portoricain ayant évolué dans les Ligues majeures de 1983 à 1995, principalement pour les Cardinals de Saint-Louis.
Surnommé The Utility Man ou encore « l'arme secrète » (The Secret Weapon, surnom donné par son ancien manager Whitey Herzog), Oquendo s'est distingué par sa capacité à pouvoir évoluer à n'importe quelle position en défensive sur le terrain.
Il est depuis 1999 un des instructeurs des Cardinals.

## Carrière

### Joueur
José Oquendo joue deux saisons avec les Mets de New York, en 1983 et 1984, après que ceux-ci l'ont signé comme agent libre en 1979. Il est échangé aux Cardinals de Saint-Louis dans une transaction mineure en avril 1985. Oquendo fera ses débuts chez les Cards en 1986 et y restera pendant dix saisons, soit jusqu'à la fin de sa carrière de joueur.
Considéré comme un joueur d'utilité, Oquendo est un des rares joueurs de l'histoire du baseball majeur à avoir évolué à chacune des neuf positions en défensive sur le terrain, incluant le poste de lanceur, réalisant l'exploit avec les Cards lors de la saison 1988.
En 1190 parties dans les majeures, Oquendo en a disputé 649 au deuxième but et 364 à l'arrêt-court. Fait très rare pour un joueur qui n'est pas un lanceur, il a même lancé six manches en trois sorties au monticule, de 1987 à 1991. Sans grand succès il faut le dire, puisqu'il a accordé 8 points mérités sur 10 coups sûrs et 9 buts-sur-balles. Il réussit tout de même à retirer deux frappeurs sur des prises. Sa plus longue sortie en fut une de 4 manches en 1988.
Oquendo a frappé pour ,277 avec l'équipe championne des Cardinals de 1987 et a présenté sa moyenne la plus élevée en 1989, soit ,291. Sa moyenne au bâton en carrière est de ,256, avec un pourcentage de présence sur les buts de ,346.

### Entraîneur
José Oquendo fait partie du personnel d'instructeurs des Cards de Saint-Louis depuis 1999 et est instructeur au troisième but depuis 2000. Il fait partie des équipes championnes des Séries mondiales de 2006 et 2011. Il porte le 11 comme numéro d'uniforme.
Il a été le manager de l'équipe nationale de Porto Rico lors de la Classique mondiale de baseball 2006.

## Popularité
Joueur très populaire auprès des partisans de Saint-Louis, José Oquendo a fait l'objet en 2004 d'une émission humoristique d'une heure de la série Cheap Seats, diffusée sur ESPN. Les animateurs Randy et Jason Sklar se lançaient dans un voyage les amenant de Saint-Louis à Cooperstown, où se trouve le Temple de la renommée du baseball, où ils essaient de convaincre les membres du comité de faire une place à Oquendo au Panthéon, en tant que joueur d'utilité exceptionnel.
À la fin de l'émission, une plaque spéciale en l'honneur de José Oquendo était apposée sur la conciergerie (en anglais : utility closet).